# 心動 (林佳儀專輯)
《心動》是台灣歌手林佳儀的第二張專輯，在1995年12月10日推出。專輯的第一主打歌是大碟同名歌曲《心動》，而第二主打歌則是《你傷了我的心》。

## 曲目
| 曲序 | 曲名               | 曲       | 詞     | 編曲     | 附註                                                          |
| 01   | 心動               | 黃卓穎   | 劉虞瑞 | 鍾興民   | 第一主打                                                      |
| 02   | 記得你曾愛我就好   | 黃卓穎   | 劉虞瑞 | 鍾興民   |                                                               |
| 03   | 風采               | 徐禹     | 林美杏 | 李伯傑   |                                                               |
| 04   | 我愛過了           | 吳清俊   | 許常德 | 王豫民   |                                                               |
| 05   | 週末的下午         | 飛鳥涼   | 鄭淑妃 | 李伯傑   | 原曲為恰克與飛鳥的《恋人はワイン色》                          |
| 06   | 你傷了我的心       | 戚小戀   | 姚若龍 | 侯志堅   | 第二主打                                                      |
| 07   | 愛的擁抱           | 吉河美希 | 林美杏 | 屠穎     | 原曲為B#的《戀のラビリンス》                                  |
| 08   | 放心               | 林東松   | 李姚   | 辰巳博成 |                                                               |
| 09   | Only Love只有愛    | 余傳賢   | 余傳賢 | 王繼康   |                                                               |
| 10   | 自己的未來自己主張 | 中島美雪 | 林美杏 | 白川善久 | 日劇《無家可歸的小孩II》主題曲 原曲為中島美雪的《旅人のうた》 |

## 唱片版本
- 台灣CD版
- 香港CD版
- 錄音帶版

## 音樂錄影帶
| 歌名         | 執導          |
| ------------ | ------------- |
| 心動         | 鴻·台北工作室 |
| 你傷了我的心 | 鴻·台北工作室 |